# Alemanes de Yugoslavia
Los alemanes de Yugoslavia (en alemán: Jugoslawiendeutsche, en serbocroata: "N (j) emački Jugoslaveni") son los alemanes étnicos que viven en territorios que fueron parte de la ex-Yugoslavia, y que hoy día son principalmente las repúblicas de Croacia, Serbia, Bosnia y Herzegovina, aparte de Eslovenia. En este grupo se incluyen tanto a los suabos del Danubio como a los alemanes étnicos que llegaron desde Austria. Antes de la disolución de Yugoslavia, la mayor parte de la comunidad alemana se encontraba en Serbia (Voivodina).

## Historia
Cuando Napoleón derrotó y anexionó la República de Venecia en 1797, encontró sectores en la actual Crosta croata y eslovena estaba poblada por italianos en la costa y en las ciudades, mientras que en el interior había una numerosa cantidad de eslavos (especialmente eslovenos y croatos, alemanes): esta multiplicidad en la etnicidad de la misma península creó una situación de antagonismo, cuando se desarrolló el nacionalismo durante el inicio del siglo XIX
La mayoría de los alemanes en la zona vivían en la cuenca del Danubio entre las fronteras de Hungría, Croacia y Serbia, y eran conocidos como los "suabos del Danubio".
Los suabos del Danubio desarrollaron su propia cultura y dialecto. Algunos suabos del Danubio se asimilaron a través de matrimonios mixtos, pero muchos otros conservaron su integridad étnica.
Tras el caos político del periodo de los años de entreguerras (en comparación con la época de los Habsburgo, régimen bajo el cual muchos habían vivido), algunos se mostraron receptivos a las tropas de la Alemania nazi tras la invasión a Yugoslavia, mientras otros sirvieron en el ejército real yugoslavo en la breve guerra contra los nazis en abril de 1941. De hecho, una pequeña parte de la población masculina se unió a las unidades de combate de las tropas alemanas y a las unidades de las SS; la mayoría, sin embargo, fueron reclutados de forma arbitraria una vez que la guerra se volvió contra Alemania. Entre 1941 y 1943, un total de 2150 alemanes étnicos del lugar fueron trasladados a Alemania como parte de la política gubernamental de retorno a la patria Heim ins Reich, además, aproximadamente 30000 suabos del Danubio, la mayoría mujeres
La minoría alemana apoyó la llamada «Operación 25» por las fuerzas del Eje, fue la campaña contra el Reino de Yugoslavia que tuvo lugar en abril de 1941, durante la Segunda Guerra Mundial. La invasión concluyó once días después de iniciada, el país fue ocupado inmediatamente y desmembrado. De parte de su territorio surgieron nuevos países con gobiernos afines al Eje.La campaña se preparó a toda prisa después de que Hitler decidió aplastar al país tras el golpe de Estado del 27 de marzo que parecía haber anulado la adhesión yugoslava al Pacto Tripartito
En 1945, el nuevo gobierno comunista les quitó la ciudadanía y los despojó de sus derechos civiles. Los adultos y los jóvenes fueron encarcelados en campos de concentración en varios pueblos de Voivodina (en la Serbia moderna), incluidos Gakovo, Kruševlje, Rudolfsgnad (Knićanin), Molidorf (Molin), Bački Jarak y Sremska Mitrovica, tras el Acuerdo de Potsdam.Tras el colapso de la seguridad interna durante la invasión a Yugoslavia por los nazis, estos decidieron evacuar a la población Volksdeutsche de Bosnia, para lo cual se firmaría incluso un tratado en ese sentido el 30 de septiembre de 1942. Las SS organizaron un comando para tal fin: el "Hauptamt Volksdeutsche Mittelstelle (VoMi)", el cual fue enviado desde Belgrado y estuvo bajo el mando de Otto Lackman
Además, entre 35000 y 40000 niños suabos menores de dieciséis años fueron separados de sus padres y enviados a campos de prisioneros y orfanatos de reeducación. Muchos fueron adoptados por familias partisanas serbias.
De una población de antes de la guerra de alrededor de 350000 alemanes étnicos sólo en la provincia de Voivodina (actual Serbia), el censo de 1958 reveló que quedaban 32000. Muchos hombres de entre 16 y 65 años fueron ejecutados mientras que mujeres, niños y ancianos fueron internados en campos, muchos de los cuales sucumbieron a enfermedades fatales y desnutrición en Yugoslavia. [cita requerida]Algunos de los alemanes en Rumania fueron deportados, otros fueron dispersados dentro de Rumania. Como justificación de sus acciones para destruir a la minoría alemana en Yugoslavia, los partisanos aplicaron el principio de culpa colectiva a la etnia alemana por las [cita requerida]acciones del régimen nazi. No obstante, el castigo colectivo está considerado un crimen de lesa humanidad y un crimen de guerra.
Entre 1970 y 1990, una parte de  se reasentó en Alemania Occidental o Austria. La misma política fue aplicada por el régimen comunista de Rumania liderado por el dictador Nicolae Ceaușescu. En 1988, por ejemplo, le exigía a Alemania (entonces la República Federal de Alemania o Alemania Occidental) que pagara casi 4 mil euros actuales por «cabeza», es decir, por cada sobreviviente alemán étnico de Rumania que Alemania quisiera salvar haciéndolo emigrar a su tierra ancestral. La dictadura comunista obligaba de esta manera a Alemania a tener que pagar por su propia gente, forzándola a aceptar una compraventa de seres humanos.[cita requerida]

## Situación actual
Actualmente quedan aproximadamente 8300 personas repartidas en los países de la antigua Yugoslavia que reconocen tener alguna herencia alemana. Muchos de ellos practican activamente su patrimonio cultural alemán, y algunos todavía hablan la forma local del dialecto alemán, el Shwovish. Este es un dialecto alemán antiguo del siglo XVIII, que ha tomando algunas palabras del húngaro, serbio y croata, [cita requerida]similar al que fue usado durante la existencia de Yugoslavia antes de la Segunda Guerra Mundial.

### Croacia
En Croacia, unas 2800 personas se identifican a sí mismos como parte de la minoría alemana y austriaca, la mayoría de los cuales son conocidos como parte de los suabos del Danubio. Las "minorías alemana y austríaca", como se les denomina oficialmente, tienen garantizado su asiento permanente en el Parlamento croata (Hrvatski Sabor).

### Serbia
La mayor parte de la minoría alemana en la antigua Yugoslavia se encuentra en Serbia. La mayoría de la población restante de origen alemán vive en el norte de Serbia, en la provincia de Vojvodina, una zona que también tiene una importante población húngara. Las minorías húngara y serbia también se refieren a ellos también como suabos. Se les conoce como los suabos del Danubio o los "suevos del Banato".
El censo de población en Serbia del año 2002 registra a 3901 alemanes en Serbia, de los cuales 3154 residen en la provincia de Vojvodina. Para diciembre de 2007 formaron su propio concejo de la minoría en Novi Sad, al que tenían derecho al reunir las 3000 firmas de votantes requeridas para su creación. El presidente del órgano político, Andreas Biegermeier, declaró que el concejo se centrará en la restitución de las propiedades sustraídas a sus connacionales, y la demarcación de las fosas comunes y camposantos donde reposen descendientes germano-serbios. Se estima que el número total de suabos del Danubio remanentes en Serbia y sus descendientes es de entre 5000 a 8000 individuos.

### Bosnia y Herzegovina
Los primeros alemanes que llegaron a Bosnia y Herzegovina eran mineros sajones de Transilvania y el norte de Hungría (ahora Eslovaquia) a finales del siglo XIII. Ellos fueron asimilados entre la comunidad católica de la población local, aunque algunos de sus descendientes pueden ser rastreados a través de la Eslavización de algunos de sus apellidos originales (por ejemplo, Sasinovic: hijo de Sajón), y estuvieron en el periodo de la conquista otomana del actual territorio y se cree que muchos se habrían convertido al Islám, así como adoptaron sus usos y costumbres durante dicha época.
Más recientemente, la oleada de inmigrantes alemanes comenzó aquí durante el periodo de la ocupación de los Habsburgo, iniciado en 1878. Algunos colonos con amplios conocimientos agrícolas vinieron de Alemania para adecuar los campos de cultivo allí existentes, pero la mayoría eran suabos del Danubio, traídos de la cercana Bačka.
Los primeros colonos puramente alemanes vinieron de las regiones históricas de Silesia y de Renania, y crearon un asentamiento llamado Windthorst cerca de la frontera croata. Después de la visita 1888 por Rudolf, el príncipe heredero de Austria una rama de la colonia fue establecida y nombrada como Rudolfstahl. Los "suabos del Danubio" de religión protestante crearon Franzjosefsfeld en 1886.

"El gobierno ve con buenos ojos estos agricultores y les dio concesiones fiscales nunca vistas antes..."

Así, en 1890; se aprobó una ley especial conocida como "Ley de colonias agrícolas", que ofrecía un máximo de doce hectáreas para cada familia. En total se establecieron cincuenta y cuatro colonias, las que estuvieron durante su existencia exentas de pagar renta durante los primeros tres años, y luego debían cancelar una especie de hipoteca, bajo la cual se terminarían sus términos de legalización a los diez años si se tomase la ciudadanía bosnia, con lo cual se acabó de tajo con una población germana de cerca de 10 000 habitantes.
Tras el colapso de la seguridad interna durante la invasión a Yugoslavia por los nazis, estos decidieron evacuar a la población Volksdeutsche de Bosnia, para lo cual se firmaría incluso un tratado en ese sentido el 30 de septiembre de 1942. Las SS organizaron un comando para tal fin: el "Hauptamt Volksdeutsche Mittelstelle (VoMi)", el cual fue enviado desde Belgrado y estuvo bajo el mando de Otto Lackman; para seguir un plan de evacuación delineado desde Berlín:

"... se fueron de pueblo en pueblo, acompañados por los militares. Encontraron en las comunidades ya a los germanos como las víctimas de las redadas partidistas e incluso se atacaron entre sí mismos"

A finales de noviembre, los comandos de VoMi habían evacuado a unas 18.000 Volksdeutscher's de Bosnia".
Las áreas establecidas anteriormente por los inmigrantes alemanes incluyen las ciudades de:
- Dubrava (Königsfeld)
- Nova Topola (Windthorst)
- Bosanski Aleksandrovac (Rudolfstal)
- Franzjosefsfeld
- Prosara (Hohenberg/Hindenburg)
- Zenica (Senitza)
- Zepce (Scheptsche)

### Eslovenia
Hay una minoría de habla alemana en Eslovenia, estimada en alrededor de 1600 personas, los cuales viven concentrados alrededor de la ciudad de Maribor (del alemán: Marburg). Son de origen austríaco, y no están relacionados con las otras minorías alemanas de la ex-Yugoslavia.

## Alemanes notables de Yugoslavia
- Georg Weifert (1850-1937). cervecero y gobernador del Banco Central serbio, fundador de la minería serbia.
- Heinrich Knirr (1862-1944), pintor[6]
- Robert Zollitsch (nacido en 1938), es arzobispo de Friburgo y presidente de la Conferencia Episcopal alemana hasta 2014.